# 阿味水库
阿味水库是中国云南省红河哈尼族彝族自治州泸西县境内的一座水库，位于甸溪河上，建于1957年。水库正常库容为1000万立方米，集雨面积为7平方千米，海拔为1827.4米。